# Bienes muebles

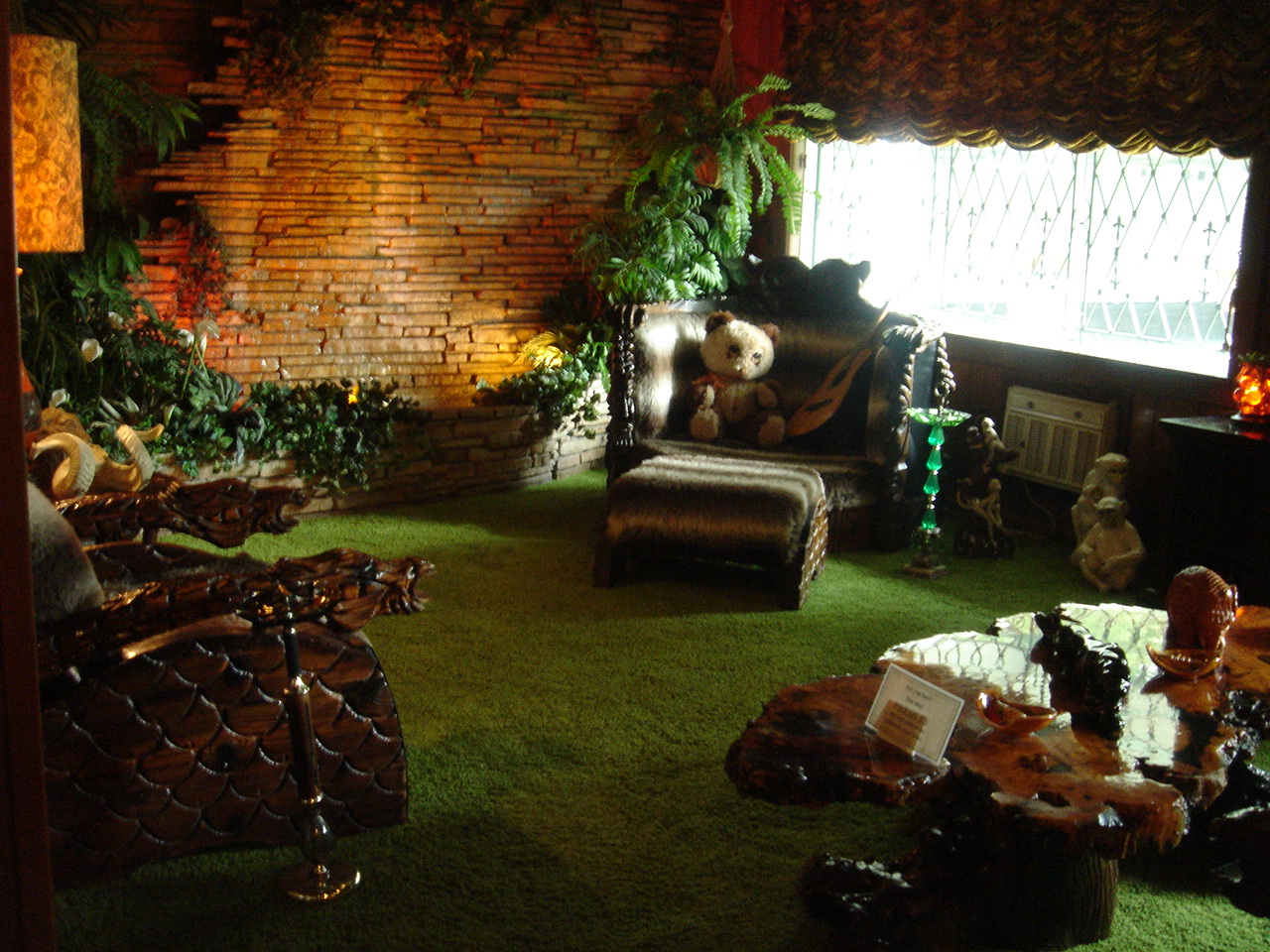
Habitación con bienes muebles que le perteneció al cantante Elvis Presley.

Los bienes muebles son aquellos que pueden trasladarse fácilmente de un lugar a otro, por cualquier medio, manteniendo su integridad y la del inmueble en el que se hallan depositados.
Los bienes muebles, por oposición a los bienes inmuebles, son todos aquellos bienes personales depositados en estancias que son transportables, pero que uno no suele llevar consigo. Esto incluye, pero no se limita, a los elementos decorativos de una vivienda.
En el Derecho se incluyen diferentes objetos bajo esta denominación dependiendo de la rama del mismo en que se esté operando. Así, en Derecho civil no se consideran cosas muebles aquellas que naturalmente van adheridas al suelo u otras superficies (lavabos, baldosas, lajas, etc.) mientras que estas sí son consideradas muebles para el Derecho penal (por ejemplo, pueden efectivamente ser objeto de hurto). Entre estos podemos encontrar objetos de hogar como neveras, lavadoras, termos, calentadores y calderas, computadoras, sofás y sillas, televisores, armarios y muebles, entre otros.